# 仮想プライベートクラウド
仮想プライベートクラウド（英語: virtual private cloud、またはVPC）は、パブリッククラウド内に作成される論理的に隔離されたユーザー独自のスペースである。

## 概要
クラウドコンピューティングはホストリソースの管理者によってパブリッククラウドとプライベートクラウドに大きく分類される。プライベートクラウドではユーザーがホストマシンを占有するため、他者から物理的に隔離され安全性が高いコンピューティングが可能である。しかしパブリッククラウドであっても、利用サービスが外部からのアクセスを許可せず（プライベートで）かつサービス間が安全な通信路で接続されていれば、コンピューティングは論理的・仮想的に隔離された状態でおこなわれる。パブリッククラウド上に構成された仮想的なプライベートクラウドが仮想的プライベートクラウド VPC である。
通常、VPCを利用するユーザーと他ユーザーとの分離は、プラベートIPサブネットとユーザー毎に割り当てられた仮想通信構成（VLANや暗号化された通信チャンネルの組み合わせ）により提供される。このようなメカニズムでクラウド内での隔離を提供する仮想プライベートクラウドは、その仮想プライベートクラウド上のリソースへのリモートアクセスを（認証や暗号化で）安全に行うことを可能にする（ユーザー毎に割り当てられた）VPN機能が付随する。このような分離レベルの導入により、仮想プライベートクラウドのユーザー（企業等）は実質的に（あたかもクラウドのインフラが他のユーザーと共有されていないかのような）「仮想的なプライベート」クラウドを使用していることとなるため、このサービスは「仮想プライベートクラウド」と呼ばれる。
仮想プライベートクラウドは通常IaaS（Infrastructure as a Service）の文脈で使用される。この意味では、パブリックなインフラを提供するインフラ提供者と仮想プライベートクラウドのサービスをインフラ上に実現しているインフラ提供者とでは異なるベンダーと言うこともできる。

## パブリッククラウド上の実装

### Amazon Web Service
Amazon Web Services（AWS）は2009年8月26日にAmazon Virtual Private Cloudというサービスを始めた。これはAmazon Elastic Compute CloudサービスをレガシーなインフラにIPsec virtual private network通信を通して接続できるようにするものである。
AWS上ではVPCは無料で使うことができるが、ユーザーが使用するあらゆるVirtual Private Network（VPN）に対して課金される。
AWS PrivateLink によりVPCは他のAWSサービスとインターネットを介さずアクセスできる。PrivateLinkの端点はVPC エンドポイントと呼ばれ、インターフェイスエンドポイントとゲートウェイエンドポイントの2種類に分類される。

### Google Cloud
Google Cloudのリソースはすべてのリージョンで仮想プライベートクラウド内でのプロビジョニング、接続、分離が可能である。Google Cloudでは、仮想プライベートクラウドがゾーンリソースである範囲でグローバルなリソースおよびサブネットとなる。Google自身のグローバル、プライベートなネットワーク上でデータの送受信、送信の中間地点・データ保存時の暗号化が行われるため、ユーザーはネットワークの複雑性を追加せずにゾーンやリージョンを接続することができる。Google Cloudのアイデンティティ管理ポリシーおよびセキュリティルールはGoogleのストレージ、ビッグデータ、アナリティクス等のサービスのプラベートアクセスを許可している。Google Cloudの仮想プライベートクラウドはGoogleのデータセンターのセキュリティーを活用している。

### Microsoft Azure
Microsoft Azure ではVirtual Netwrokを使用して仮想プライベートクラウドを構築することが可能である。